# Christopher Tye
Christopher Tye (1505  circa – 1573  circa) è stato un compositore e organista inglese.

## Biografia
Studiò presumibilmente alla Università di Cambridge, poiché nei registri dell'epoca compare, fra il 1508 e il 1513, un bambino del coro di cognome Tye (il nome manca). Dopo il Baccalaureato in Musica, divenne cantore al King's College nel 1537. Dal 1541 al 1561 fu Maestro del coro (Magister choristarum) e, nel 1559, anche organista presso la cattedrale di Ely. Solo nel 1545 conseguì il Dottorato in musica, sia a Cambridge che a Oxford. Non si ha notizia di quali siano stati i suoi maestri.
In quel periodo incontrò Richard Cox, riformista e antipapista attivo, che lo iniziò ai principi della Riforma e, forse, alla vita religiosa. Rimase a Ely sotto il regno di Maria la Cattolica, nonostante la sua evidente inclinazione al protestantesimo.
Fu quindi ordinato diacono nel luglio del 1560 e nel dicembre divenne Pastore. L'anno seguente, nominato Rettore di Doddington nel Cambridgeshire, lasciò il suo incarico a Ely.
Morì nel 1572 o 1573, forse essendo ancora in attività sotto Elisabetta I, come riferisce Anthony Wood.
Tye ebbe (probabilmente) la possibilità di insegnare musica al re Edoardo VI d'Inghilterra, il quale racconta, citando suo padre Enrico VIII, che questi soleva dire: "England hath one God, one truth, one doctor hath for music's art, and that is Doctor Tye, admired for skill in music's harmony".
Sul frontespizio di "Tye's Actes of the Apostoles" (versione metrica a 4 voci, in lingua inglese, pubblicata nel 1553) lo si descrive come "one of the Gentlemen of his grace's most honourable chapel".
La sua produzione di musica sacra è prevalentemente in latino, per la chiesa cattolica, e comprende salmi e Messe (notevole quella basata sul tema della canzone "The western wynde"), ma non trascurò di comporre su testi inglesi anche per la Chiesa anglicana musiche per funzioni religiose, antifone, brani per insiemi di viole, nonché ben 24 In Nomine.

Tye, inoltre, contribuì a definire il modello dell'Inno.

## La sua musica
Compose Messe e mottetti da 3 a 7 voci, nonché 31 brani per insiemi di viole.
Benché inserita in un contesto sacro, la natura di queste composizioni permise a Tye di dare libero corso alla sua tecnica contrappuntistica. Michel Bernstein, nel libretto allegato al disco di Jordi Savall, citato in discografia, richiama l'attenzione su un'opera: « se si dovesse citare un solo brano di questo magnifico insieme, mi piacerebbe scegliere "O Lux", di cui l'irraggiamento siderale si riallaccia attraverso i secoli all'"Adagio ma non troppo e molto espressivo" che apre il "Quartetto in do diesis minore" opera 131 di Ludwig van Beethoven. »
Solo un modesto numero di composizioni di Tye è giunto sino a noi. Questo forse spiega il relativo oblìo per un personaggio così ricco del suo linguaggio polifonico e delle sue invenzioni. 

## Discografia
- Missa Euge Bone, Peccavimus, Omnes gentes - Oxford Camerata, Dir. Jeremy Sumery. (Naxos, 8.550937. 1993)
- Consort musicke, set for viols. - Hésperion XX, Dir. Jordi Savall. (Austée/Auvidis E8708. 1988)
- In Nomine. Works for Recorder Consort - Boreas Quartett Bremen & Han Tol (CPO Records, 777897-2. 2015)
- Complete Consort Music - Phantasm (LINN Records CKD-571 - 2017)